# Normandy, Tennessee
Normandy är en ort i Bedford County i delstaten Tennessee, USA.